# L-Innu Malti
"L-Innu Malti" ("Bài thánh ca Malta") là quốc ca của Malta. Bài hát được chấp thuận vào năm 1964. Nó được phổ nhạc bởi Robert Samut, và viết lời bởi Dun Karm Psaila vào năm 1922.

## Lịch sử
Từ giữa thế kỷ 19 đến đầu những năm 1930, Malta trải qua thời kỳ thức tỉnh toàn quốc. Với nhận thức quốc gia ngày càng tăng, nhiều nhà tư tưởng cho rằng Malta nên có quốc ca của riêng mình. Năm 1850, Ġan Anton Vassallo sáng tác "Innu Lil Malta", từng được chơi trong nhiều cuộc họp và biểu hiện chính trị của người Malta. Năm 1922, Robert Samut sáng tác một giai điệu ngắn. Một năm sau, A.V. Laferla, giám đốc các trường tiểu học ở Malta, đã sở hữu sáng tác này vì ông muốn có một bài quốc ca mà học sinh trong các trường học ở Malta có thể hát. Laferla đã yêu cầu Dun Karm viết lời bài hát phù hợp với giai điệu ngắn của Samut. Những bài thơ của Dun Karm Psaila nổi tiếng với các trào lưu tôn giáo và yêu nước, và những câu thơ viết cho bài quốc ca của Samut cũng vậy. Bài thánh ca đã được hát vào tháng 12 năm 1922, chủ yếu ở các trường công lập. Lần đầu tiên bài hát được nghe trước công chúng là vào ngày 27 tháng 12 năm 1922 và một lần nữa vào ngày 6 tháng 1 năm 1923, trong hai buổi hòa nhạc tại Nhà hát Manoel. Tuy nhiên, trong hai lần xuất hiện đầu tiên, ai đó đã sửa một số câu thơ của khổ thơ đầu. Điều này đã khiến cho Dun Karm tức giận bằng việc viết một bài báo trên một tờ báo địa phương. Kể từ đó, lời bài hát vẫn không thay đổi. Vào ngày 3 tháng 2 năm 1923, một buổi hòa nhạc khác được tổ chức tại Nhà hát Manoel, do trẻ em từ Sliema biểu diễn, với những câu thơ gốc của Dun Karm. Bài thánh ca được chơi bởi Ban nhạc của Công tước xứ Edinburgh, của Vittoriosa.
Chính phủ Malta tuyên bố bài quốc ca này là quốc ca chính thức của Malta vào ngày 22 tháng 2 năm 1941. Năm 1942, nó được in cho Piano e canto với bản dịch tiếng Anh của May Butcher. Ấn phẩm này đã giúp bài quốc ca này phổ biến rộng rãi. Hiến pháp Độc lập năm 1964 đã xác nhận bài hát này là Quốc ca của Malta, ngày nay là một trong những biểu tượng của bản sắc Malta.
Vào ngày 25 tháng 3 năm 1945, tại Sân vận động Gżira, một trận đấu bóng đá đã được tổ chức giữa Malta XI và Hajduk Split, một đội đến từ Nam Tư. Vào thời điểm đó, Malta vẫn còn nằm dưới Sự cai trị của Anh, và Thống đốc người Anh đã có mặt. Trước trận đấu, ban nhạc đã chơi quốc ca của Nam Tư, sau đó chơi bài quốc ca của Vương quốc Anh, dẫn đến tình trạng của Malta như một thuộc địa. Khi thống đốc chuẩn bị ngồi, những người tham dự trong sân vận động đã đứng dậy và hát quốc ca Malta. Thống đốc, mặc dù xấu hổ, cũng đứng dậy cho đến khi kết thúc bài quốc ca.
Bài quốc ca này được phát trong tất cả các nhiệm vụ chính thức của Tổng thống Malta, Thủ tướng Malta và các nhân vật quan trọng khác của chính phủ. Nó được chơi trong tất cả các hoạt động quan trọng của quốc gia.

## Lời bài hát
| Tiếng Malta nguyên bản | Phiên âm IPA |
| --- | --- |
| I Lil din l-art ħelwa, l-Omm li tatna isimha, Ħares, Mulej, kif dejjem Int ħarist: Ftakar li lilha bil-oħla dawl libbist. II Agħti, kbir Alla, id-dehen lil min jaħkimha, Rodd il-ħniena lis-sid, saħħa 'l-ħaddiem: Seddaq il-għaqda fil-Maltin u s-sliem. | 1 [lɪl diːn lɐɹt ħɛl.wɐ lɔmː lɪ tɐt.nɐ ɪ.sɪ.mɐ] [ħɐː.rɛs mʊ.lɛj kiːv‿dɛj.jɛm ɪnt ħɐ.rɪst] [ftɐ.kɐɹ lɪ liː.lɐ bɪl.ɔħ.lɐ daʊ̯l lɪb.bɪst] 2 [ɐ(ˤ).tiː gbiːr ɐl.lɐ ɪd.dɛːn lɪl miːn jɐħ.kɪ.mɐ] [rɔdː ɪl.ħnɪː.nɐ lɪs.siːd (ɪs.)sɐħ.ħɐ lɪl.ħɐd.dɪːm] [sɛd.dɐʔ ɪl ɐ(ˤ)ʔ.dɐ fɪl.mɐl.tiːn ʊ ɪs.slɪːm] |

| Bản dịch thơ tiếng Anh của René Micallef | Bản dịch tiếng Anh của May Butcher | Bản dịch tiếng Anh theo nghĩa đen của Peter Streich |
| --- | --- | --- |
| I Guard, Lord, forever, as you've done erst and ceasing never, This land whose name we received, our motherly-named Mother. Her you have draped with a light whose grace exceeds all other. II On those who govern, sovereign God, bestow understanding, Grant wellness to those who work, largesse to those employing, Make firm, make just all our bonds, the peace we are enjoying. | I O Little Island, Lord, as ever Thou hast guarded! This Motherland so dear whose name we bear! Keep her in mind, whom Thou hast made so fair! II May he who rules, for wisdom be regarded! In master mercy, strength in man increase! Confirm us all, in unity and peace! | I This sweet land, the Mother that gave us her name, Protect (her), Lord, as always You protected (her): Remember that her (You) clothed with the sweetest light. II Give, great God, discernment to (those) who rule her, Return mercy to the owner, health to the worker: Render righteous the unity in the Maltese and the peace. |